# 박지영 (화가)
박지영(Ji-Young Demol Park, 1970년 ~ )은 스위스를 기반으로 활동하는 대한민국 출신의 서양화가이다.

## 생애

### 어린 시절
박지영(Ji-Young Demol Park)은 1970년 한국에서 태어나 어린 시절부터 그림 그리기를 좋아했다. 가족의 기억에 따르면, 글을 배우기 전부터 형제자매의 동화책 일러스트레이션을 모방하며 놀곤 했다고 한다.
여섯 살 때, 아버지가 유럽 여행에서 돌아와 박물관과 거장들의 작품을 다룬 책을 선물했으며 이는 서양 미술의 복잡함과 색채에 관심을 갖는데 영향을 끼쳤다. 또한 이 경험은 10대 시절 서양 미술을 중심으로 미술 공부를 하기로 결심하는 계기가 되었다.

### 유학 시절
1996년, 4년간의 미술 학업과 교직을 마친 후 그녀의 예술에 영향을 끼친 박물관과 작품을 만나기 위해 유럽으로 여행을 떠났다.
알프스를 거점으로 삼아 프랑스, 이탈리아, 독일, 스위스를 방문하며 주요 미술관을 탐방했다.
첫해에는 프랑스어를 배우기 시작했으며, 안시-알프스 고등 예술학교(l'École supérieure d'art Annecy-Alpes)에서 학업을 이어갔다. 이후에는  제네바 예술 및 디자인 대학 에서 대학원 학위를 취득했다 .
박지영(Ji-Young Demol Park)은 드로잉과 페인팅을 오래도록 선호했지만, 유럽에서 공부하는 동안 비디오 아트를 비롯한 사진과 현대적인 매체로도 관심을 넓혔으며 이러한 매체는 플라스틱 표현과 현대적 예술의 새로운 접근 방식을 제공했다.

### 작품 활동
2012년, 한국 여행 중 어린 시절 스케치북과 그림을 다시 마주하며 본연의 자신과 연결될 수 있었다. 이는 어린 시절의 순수한 기억과 예술적 본질을 일깨워 주었으며, 깊은 울림을 주었다. 이후 진정성과 자발성을 강조하는 독창적인 표현을 추구하며 자신의 예술에 새로운 활력을 불어넣었다.

## 경력
- 2002년 - 2017년 프랑스 미술 학교 교사 (드로잉, 회화, 판화, 조각)
- 2018년 예술 활동에만 전념하기 위해 교직을 그만 둠

## 저서
- Plouf ! - histoire de la baignade dans le Léman, de Lionel Gauthier, conservateur du Musée du Léman - Éditions Glénat - 2017
- Vue sur Lacs, de Marie-Christine Hugonot - Éditions Glénat - 2020
- Léman, bien plus qu'un lac, de Claude Dussez et Vincent Guignet - Éditions Glénat - 2020
- Des rives et des crêtes(산과 호수) - Une artiste coréenne dans les Alpes lémaniques - édition Glénat - 2020 ISBN 9782344042267
- Contemplations - Un regard coréen sur les Alpes - Musée Hébert - 2022 ISBN 9791254600504
- Montagnes, chemins d'écriture - Voix d'encres - 2023
- Si loin si proche Ji-Young Demol Park & Lee Lee Nam, par Pierre Cambon, Philippe Clerc, Karelle Ménine, édité par Laure Schwartz-Arenales - 2024 ISBN 9791254600504

## 작품 특징
- 공백, 강렬한 선이 있는 수묵화, 대비 및 원근감을 결합하는 동양과 서양 기술의 미묘한 혼합의 결과이다. ; 한국 청년 시절의 문화와 유럽에서 습득한 문화가 드러난다.
- 자연을 여행하는 동안 공책, 캔버스 등 그림을 그릴 수 있는 종이에 자연의 요소를 기록하는 방식을 선호한다. ; 그림을 그리는 시간, 수채화, 심지어 잉크를 사용하는 동안 보고 듣는 풍경, 나무와 같은 경험의 스케치는 대형 형식으로 전개하는 화보 시리즈의 재료가 된다.

## 전시회
- 2016년 À la croisée des chemins, Villa Collet, Cité du Champagne Collet, Aÿ, 프랑스
- 2016년 산 - San "Montagne d'ici, regards d'ailleurs", Festival La Salamandre, 모르주, 스위스
- 2017년 나무 Namu, La Mare aux Oiseaux, île de Fedrun, 셍 조아킴, 프랑스
- 2017년 안시 Croupes et crêtes du Lac, Le Beau Site, 탈루아, 프랑스
- 2018년 Lignes de crêtes, Médiathèque de la CCFG, 본느빌르, 프랑스
- 2018년 Vosges, Muséum de Nancy
- 2018년 나무 Namu (arbres en Coréen), Galerie Les 3 Soleils, 에페스, 스위스
- 2019년 산 Alpes et Vosges, Midnight Sun Gallery, 모르주, 스위스
- 2019년 La petite Galerie, Muséum d'Histoire Naturelle de Neuchâtel, 스위스
- 2020년 Des rives et des crêtes, Musée du Léman, Nyon, 스위스
- 2020년 Lavaux vue d'ailleurs, Galerie Les 3 Soleils, 에페스, 스위스
- 2021년 나무 Namu, Fondation de l'Estrée, 1088 Ropraz, 스위스
- 2021년 물 Aqua, Midnight Sun Gallery, 모르주, 스위스
- 2022년 Contemplations, Musée Hébert, La Tronche, 프랑스
- 2023년 Encres du Léman, Plexus Art Gallery, 몽트뢰/클라렌스, 스위스

## 출연 영상
| 연도 | 정보                                                                               | 비고          |
| ---- | ---------------------------------------------------------------------------------- | ------------- |
| 2018 | 스위스 국영방송 RTS 1 " Passe- moi les jumelles "                                  | 2018. 12. 15. |
| 2022 | Reportage - Contemplations, le regard de Ji-Young Demol Park sur les alpes         | 2022. 7. 11.  |
| 2022 | Musée Hébert 관장 Fabienne Pluchart의 전시 가이드                                  | 2022. 7. 14.  |
| 2023 | "정선이 그린 한국 산의 매력 알릴 겁니다"…동양의 선과 여백에 알프스 담는 한인 화가  | 2023. 7. 9.   |
| 2024 | So Distant, So Near: The Land of Morning Calm. Ji-Young Demol Park and Lee Lee Nam | 2024. 4. 22.  |

## 여담
- 2023년 Alpine Mag 매거진에서 산에 오를 100인에 선정되었다.[3]

- 세 딸이 있으며 오트사부아 지방의 작은 마을에 살고 있다.[4]